# Вранчич, Фауст
Фауст Вранчич (хорв. Faust Vrančić, итал. Fausto Veranzio, 1551—1617) — универсальный хорватский учёный эпохи позднего ренессанса.
Фауст Вранчич создал первый словарь пяти языков (Dictionarium quinque nobilissimarum Europeae linguarum; Latinae, Italicae, Germanicae, Dalmaticae et Hungaricae), изданный в Венеции в 1595. Его словарь пяти языков в 1605 году дополнил языками чешским и польским богемский бенедиктинец Петер Лодерекер.
Вранчич не является изобретателем идеи парашюта, чьи корни уходят в восточную традицию. Первый европейский эскиз парашюта хранится в Британском Музее, и датируется второй половиной XV века. Один из самых известных набросков парашюта принадлежит Леонардо да Винчи, с эскизов которого Вранчич и собрал свою модель парашюта. Вранчич впервые разработал планы железного подвесного моста. Построены такие мосты были, однако, лишь в XVIII веке.